# Pentila picena
Pentila picena är en fjärilsart som beskrevs av William Chapman Hewitson 1874. Pentila picena ingår i släktet Pentila och familjen juvelvingar. IUCN kategoriserar arten globalt som livskraftig. Inga underarter finns listade i Catalogue of Life.